# Jane Alexander (attrice 1972)
Jane Ana Alexander (Watford, 28 dicembre 1972) è un'attrice, conduttrice televisiva e modella britannica naturalizzata italiana.

## Biografia
Di nobili origini, la sua è una famiglia dell'aristocrazia anglo-irlandese che risale al XV secolo, discendente dal ramo Lord of the Isles; tra i suoi antenati William Alexander, I conte di Stirling. Jane Alexander è cugina di Pamela Digby che è stata nuora di Sir Winston Churchill. La nonna di Jane era invece Adelaide Bankes, dei Bankes di Kingston Lacy, imparentata con i Duca di Cumberland; nelle vene di Jane scorre quindi anche il sangue reale degli Hannover, casato reale a cui è appartenuta la regina Vittoria, ava diretta della regina Elisabetta II.
Nata a Watford nel 1972 da padre britannico e da madre croata, si trasferisce prestissimo a Roma con la famiglia. I genitori, attivi nel mondo del doppiaggio, sono determinanti nella sua scelta di impegnarsi fin da giovanissima come doppiatrice. A 16 anni comincia a lavorare anche come modella.
Esordisce sul grande schermo nel 1993 nel film Le donne non vogliono più di Pino Quartullo; due anni dopo recita nel film L'uomo delle stelle per la regia di Giuseppe Tornatore; mentre nel 1999 la ritroviamo in Buck e il braccialetto magico per la regia di Tonino Ricci.
Il debutto televisivo è del 2001 nella conduzione di Coming Soon Television, a cui segue il game show notturno di LA7 Zengi all'interno del contenitore Call Game, programma andato in onda anche nel 2002. Sempre su LA7 nel 2001, conduce Blind Date. Nel 2002 interpreta Emma Jung nel film Prendimi l'anima per la regia di Roberto Faenza. Nel 2004 è impegnata con Sinners su Sky Cinema; nello stesso anno la vediamo anche in Ultima razzia su Rete 4. Nel 2005 posa per il calendario sexy del mensile Capital, nello stesso anno è al Live 8 Roma. Nel 2006 su RaiSat Cinema conduce uno speciale sulla 63ª Mostra internazionale d'arte cinematografica di Venezia.
Vicina al movimento per i diritti degli omosessuali, nel 2002 conduce con Ambra Angiolini il Gay Pride di Roma. A Roma, il 10 agosto 2003 diventa madre di Damiano Lorenzo , nato dall'allora compagno Christian Schiozzi, operante nel settore della produzione cinematografica e televisiva.

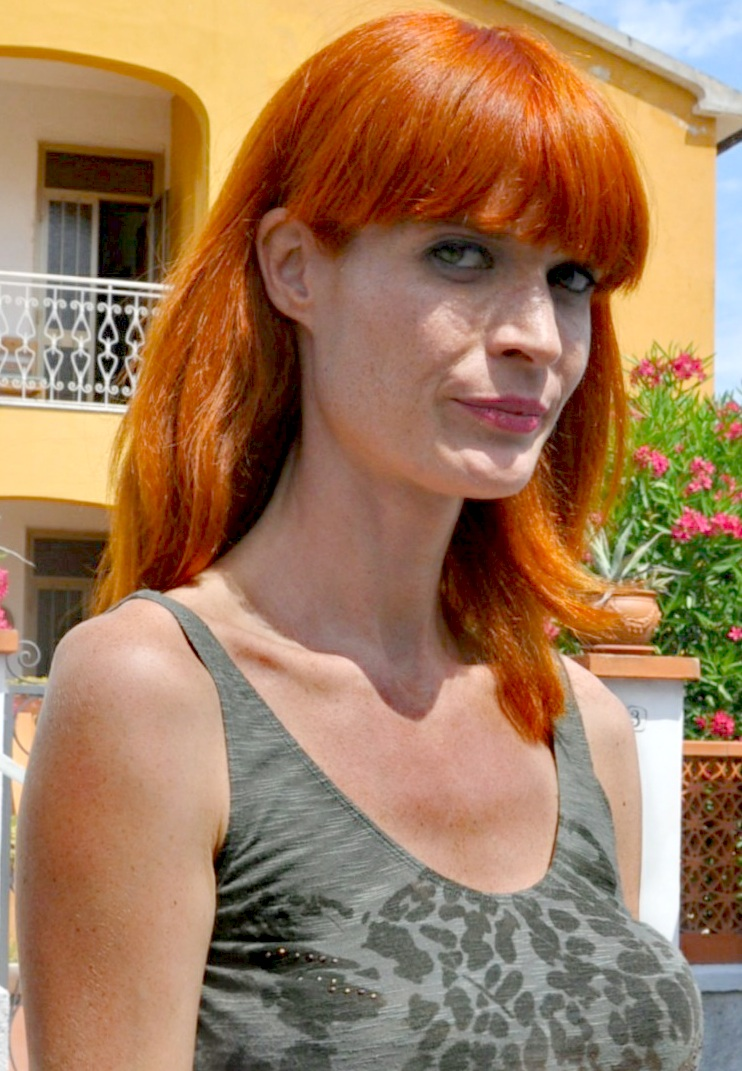
Jane Alexander durante la registrazione della seconda stagione de Il commissario Manara (2011)

Tra le fiction televisive più conosciute a cui ha preso parte, la serie Elisa di Rivombrosa ideata da Cinzia TH Torrini, andata in onda fra il 2003 e il 2005, dove interpreta la marchesa Lucrezia Van Necker Beauville. Nel 2005 interpreta Tonia Caracci nella miniserie Ho sposato un calciatore per la regia di Stefano Sollima; l'anno dopo interpreta Magdalia di Toblach ne La freccia nera, diretta da Fabrizio Costa.
Nel 2007 interpreta nuovamente il ruolo della marchesa Lucrezia Van Necker ne La figlia di Elisa - Ritorno a Rivombrosa, diretto da Stefano Alleva, seguito della serie Elisa di Rivombrosa. Sempre nel 2007 interpreta Laura in Tutte le donne della mia vita per la regia di Simona Izzo. L'anno seguente è Alessia nella serie televisiva Anna e i cinque. Nel 2009 è presente al Telefilm Festival. Dal 2009 al 2011 è impegnata con la serie Il commissario Manara, diretta da Davide Marengo, dove interpreta il ruolo del medico legale Ginevra Rosmini. Nel 2010 la ritroviamo nella serie Boris, ideata da Luca Manzi.
Nel 2011 interpreta Pamela nel film Una cella in due per la regia di Nicola Barnaba. Lo stesso anno la vede conduttrice della trasmissione di Italia 1 Mistero, programma che ritornerà a condurre anche nel successivo anno (coadiuvata da Paola Barale, Marco Berry, Daniele Bossari, Andrea G. Pinketts, Rachele Restivo e Nicole Pelizzari). Nel 2012 la ritroviamo anche nella serie 6 passi nel giallo. Tra il 2012 e il 2013 presenta il programma Volo in diretta, nella seconda serata di Rai 3, al fianco di Fabio Volo.
Nel 2013 torna a condurre Mistero; nello stesso anno, inoltre, ha condotto, su Rai 2, il primo scripted reality della televisione italiana, Il mattino dopo, un misto fra fiction e reality, dove cinque persone, interpretate però da attori (di qui il termine scripted reality), chiamano altre cinque persone, altrettanti attori, per rivelare loro dei segreti che si portano dietro da una vita, lasciando al tempo di una giornata la decisione di accettare o meno la decisione di questi ultimi.
Nel 2014 interpreta Sarah nel film Anita B. per la regia di Roberto Faenza; nello stesso anno la ritroviamo nel cast della nuova edizione di Mistero sempre su Italia 1. Nel 2015 partecipa a Monte Bianco - Sfida verticale, reality show di Rai 2 condotto da Caterina Balivo e Simone Moro, dove si classifica terza. Nel 2016 interpreta Amelia Abela nella serie Rocco Schiavone per la regia di Michele Soavi. In questo periodo intraprende anche l'attività di dj.
Nel 2016 e nel 2017 co-conduce in radio il programma Io Susy, tu Jane, su RID (Radio Incontro Donna) 96.8 FM, insieme a Susanna Vianello. Nel 2017 Shalpy pubblica il singolo Piazza Rondanini nel cui video musicale è co-protagonista insieme a Jane. Nello stesso anno partecipa a Giù in 60 secondi - Adrenalina ad alta quota, adventure show trasmesso su Italia 1, dove si lancia con il paracadute da 4000 metri d'altitudine. Tra il 2017 e il 2018 è impegnata a teatro con lo spettacolo Godot.
Nel 2018 è la protagonista de Il punto J, programma Web TV trasmesso da 361tv. Nel 2018 è su Mediaset Extra con la Gialappa's Band per Mai dire Mondiali, dove segue le partite dell'Inghilterra e della Croazia. Nello stesso anno è fra i concorrenti della terza edizione del Grande Fratello VIP, condotto da Ilary Blasi su Canale 5. Sempre nel 2018 interpreta Laura Rush nel film Wine to Love - I colori dell'amore per la regia di Domenico Fortunato.
Nel 2020, a teatro, è una dei protagonisti di Ricette d'amore di Cinzia Berni, per la regia di Diego Ruiz; nello stesso anno la commedia viene trasmessa in TV da Telenorba. Inoltre, nel 2020, con il compagno Gianmarco Amicarelli, conduce il programma radiofonico Gli ex ex su Radio Rid 96.8.
Nel 2021 interpreta Lauren Giddings nella serie TV documentario A Time to Kill nell'episodio What Happened to Lauren; nello stesso anno interpreta Bianca Maria Scapardone nel programma televisivo Meraviglie - La penisola dei tesori nell'episodio Dall'Isola di Procida alla Valle d'Aosta. L'anno seguente interpreta il ruolo di Serena in Backstage - Dietro le quinte per la regia di Cosimo Alemà; inoltre è a teatro con Milkwood, regia di Giancarlo Marinelli, spettacolo tratto dal romanzo di Dylan Thomas. 
Nel 2023, a teatro, interpreta la protagonista Anzola ne La Venexiana di Anonimo, per la regia di Cinzia Berni; l'anno successivo è nel cast del film Dream per la regia di Elena Rotari e 30 anni (di meno) per la regia di Mauro Graiani.
Inoltre nel 2024 interpreta Jessica in The Contract, per il ruolo è stata fortemente voluta da Éva Henger all'esordio internazionale come sceneggiatrice. Il 21 dicembre, durante la 4ª edizione del COLiseum International Film FEstival, nella categoria Italian Feature Films, per The Contract viene premiata come "Migliore attrice non protagonista".

## Filmografia

### Cinema
- Le donne non vogliono più, regia di Pino Quartullo (1993)
- L'uomo delle stelle, regia di Giuseppe Tornatore (1995)
- Buck e il braccialetto magico, regia di Tonino Ricci (1999)
- Prendimi l'anima, regia di Roberto Faenza (2002)
- Tutte le donne della mia vita, regia di Simona Izzo (2007)
- Una cella in due, regia di Nicola Barnaba (2011)
- Anita B., regia di Roberto Faenza (2014)
- Wine to Love - I colori dell'amore, regia di Domenico Fortunato (2018)
- State of Consciousness, regia di Marcus Stokes (2022)
- Dreams, regia di Elena Rotari (2024)
- 30 anni (di meno), regia di Mauro Graiani (2024)
- The Contract, regia di Massimo Paolucci (2024)
- Tu quoque, regia di Gianni Quinto (2025)

### Televisione
- Law & Order SVU serie tv 1 episodio, S1E15 (1999)
- Elisa di Rivombrosa - serie TV, 20 episodi (2003-2005)
- Ho sposato un calciatore - miniserie TV, 4 episodi (2005)
- La freccia nera - miniserie TV, 6 episodi (2006)
- La figlia di Elisa - Ritorno a Rivombrosa - miniserie TV, 3 episodi (2007)
- Anna e i cinque - serie TV, 6 episodi (2008)
- Il commissario Manara - serie TV, 24 episodi (2009-2011)
- Boris - serie TV, 2 episodi (2010)
- 6 passi nel giallo - miniserie TV, 1 episodio (2012)
- Rocco Schiavone, regia di Michele Soavi - serie TV, episodio 1x05 (2016)
- Ricette d'amore, regia di Diego Ruiz - commedia teatrale in tv (2020)
- A Time to Kill - serie TV, 1 episodio (2021)
- Backstage - Dietro le quinte, regia di Cosimo Alemà – film Prime Video (2022)

### Cortometraggi
- Parisienne People by Giuseppe Tornatore, regia di Giuseppe Tornatore (1995)
- 15 Seconds, regia di Gianluca Petrazzi (2008)
- The Beginner, regia di Pierluigi Ferrantini (2015)
- Lady B., regia di Pierluigi Ferrantini (2015)
- Make Up Your Talent, regia di Camilla Colabona (2017)

### Video musicali
- Piazza Rondanini di Shalpy (2017)

## Teatro
- Godot di Maria Beatrice Alonzi e Giorgia Mazzuccato (2017-2018)
- Ricette d'amore di Cinzia Berni, regia di Diego Ruiz (2020)
- Milkwood, regia di Giancarlo Marinelli (2022)
- La Venexiana di Anonimo, regia di Cinzia Berni (2023)
- Uno, nessuno e centomila, regia di Nicasio Anzelmo (2025)

## Doppiaggio
- Jennifer Hingel (Lilly) in Don Camillo, regia di Terence Hill (1983)
- Gayle in Eyes Wide Shut, regia di Stanley Kubrick (1999)
- Sharon Stone (Ludovica Stern) in Un ragazzo d'oro, regia di Pupi Avati (2014)

### Animazione
- Marianna in Sandokan - La tigre della Malesia (1998-1999)
- Elizabeth Camden in La leggenda del Titanic (versione inglese) (1999)
- Marianna in Sandokan - La tigre ruggisce ancora (2001)
- Elizabeth in Alla ricerca del Titanic (versione inglese) (2004)

## Programmi televisivi
- Call Game - Zengi (LA7, 2001-2002)
- Blind Date (LA7, 2001)
- Sinners (Sky Cinema, 2004)
- Ultima razzia (Rete 4, 2004)
- Speciale sulla 63ª Mostra internazionale d'arte cinematografica di Venezia (RaiSat Cinema, 2006)
- Mistero (Italia 1, 2011-2014)
- Volo in diretta (Rai 3, 2012)
- Il mattino dopo (Rai 2, 2013)
- Monte Bianco - Sfida verticale (Rai 2, 2015) - concorrente
- Giù in 60 secondi - Adrenalina ad alta quota (Italia 1, 2017)
- Il punto J (361tv, 2018)
- Mai dire Mondiali (Mediaset Extra, 2018)
- Grande Fratello VIP 3 (Canale 5, 2018) - concorrente
- Meraviglie - La penisola dei tesori[25] (2021)
- Alessandro Borghese - Celebrity Chef (TV8, 2025) - concorrente

## Radio
- Io Susy, tu Jane (RID (Radio Incontro Donna) 96.8 FM, 2016-2017) - co-conduttrice
- Gli ex ex (Radio Rid 96.8, 2020) - co-conduttrice

## Internet
- Perfette Sconosciute - partecipazione alla serie di video "reaction" del canale YouTube di Enrico Silvestrin[26]

## Calendari
- 2005 - Capital

## Doppiatrici
- Emanuela Rossi in Elisa di Rivombrosa